# سیارک ۱۲۳۸۴
سیارک ۱۲۳۸۴ (به انگلیسی: 12384 Luigimartella، نامگذاری:1994TC2) دوازده هزار و سیصد و هشتاد و چهارمین سیارک کشف شده‌است که در ۱۰ اکتبر ۱۹۹۴ کشف شد.
قدر مطلق سیارک برابر ۳۷.۱ است.